# 所罗门·卡特纳
所罗门·卡特纳 CBE（1902年8月9日—1988年2月2日），英国钢琴家，艺名为所罗门。被誉为20世纪最完美的钢琴家之一。

## 生平
所罗门·卡特纳于1902年生于伦敦东区。7岁时，没有经历过正规训练的他，在家中钢琴上演奏了他自己改编的《1812序曲》，被视为神童。之后被送去和他的老师，克拉拉·舒曼的学生玛蒂尔德·凡尔纳一起居住。之后前往巴黎随拉扎尔·莱维学习。8岁时首次亮相，在伦敦女王音乐厅演奏柴可夫斯基的第一钢琴协奏曲。1919年，因厌烦了不断演出，到巴黎隐退，1921年复出。他从1929年起开始录制唱片。
确立名声后，他多次出国巡回演出，尤其是二战前至二战结束后不久，他在美国和澳大利亚举办了许多备受推崇的独奏会。他在1939年纽约世界博览会上首演了阿瑟·布利斯的降B大调钢琴协奏曲。所罗门以他的近乎传奇的对贝多芬的演奏而出名，1956年他正在为EMI录制贝多芬钢琴奏鸣曲全集时，因一次致命的中风而右臂瘫痪。之后的32年生命中，他再未录音或公开演出。他的莫扎特、舒曼和勃拉姆斯的录音也被给予了高度评价；他的德彪西、巴赫和舒伯特也受到好评。
1946年，所罗门获颁大英帝国司令勳章。
1988年2月2日，所罗门在伦敦逝世，享年85岁。
布莱恩·克里普的《独奏：所罗门传》（英語：Solo: The Biography of Solomon）于1994年由APR出版。

## 评价
在《悲怆》中，所罗门最熟悉的优点与适当的戏剧感和强度完美地结合在一起。贝多芬的早期浪漫主义很少能得到更集中、更清晰的表达。在著名的缓板引子的结尾处的悬念，正如所罗门经常做的那样，是通过对原谱的严格遵守而产生的，虽然其他人可能会在接下来的快板和慢板中更加猛烈和猖獗，但很少有人能与所罗门的整体把握能力相媲美。
同样的戏剧性和力度也能在他对贝多芬《第21号钢琴奏鸣曲“华德斯坦”》的强有力的、可靠且完美的诠释中听到。
所罗门在1929年为哥伦比亚唱片公司录制了第一张唱片；之后他为HMV公司录音。他的大多数录音，或直接由EMI/Warner，或在Testament的许可下，都被制成了光盘。在1956年中风发作前，他录制了许多立体声唱片，但他的单声道录音也值得一听；他的演奏所具有的清晰度、音调美和想象力克服了录音技术的任何缺陷。所罗门对贝多芬月光奏鸣曲的演绎以其诗意的抒情和自然激情而著称；在第32号钢琴奏鸣曲中，他的表现可谓得心应手。

## 作品節選

### 商業錄音
所罗门的完整唱片目录可以在布莱恩·克里普的传记中找到。也可以在ARSC （页面存档备份，存于）的一篇期刊 （页面存档备份，存于）中找到。一些新近被发现的录音如下所示：
- 贝多芬：第3号钢琴协奏曲, Op. 37
  - 1952年12月18日与皇家音乐厅管弦乐团和爱德华·范·拜尼姆录制[7]
- 勃拉姆斯：第1号钢琴协奏曲, Op. 15
  - 1956年与RAI Turin Orchestra和洛林·马泽尔录制[8]
- 阿瑟·布利斯：降B大调钢琴协奏曲（英语：Piano Concerto (Bliss)）
  - 首演录音，1939年6月10日在纽约卡内基音乐厅与纽约爱乐乐团和阿德里安·博尔特录制[9]
- 舒曼：狂欢节, Op. 9（英语：Carnaval (Schumann)）
  - 1956年2月24日在柏林RIAS Funkhaus的第七录音室录制[10]

其他早先发行的录音尚有：
- 《所罗门：第一张唱片，1942-43》（Solomon: The First Recordings, 1942–43）. Frédéric Chopin, Etude for piano No. 9 in F minor, Op. 10/9, CT. 22, Etude for piano No. 14 in F minor, Op. 25/2, CT. 27, Etude for piano No. 15 in F major, Op. 25/3, CT 28., Nocturne for piano No. 8 in D flat major, Op. 27/2, CT. 115, Berceuse for piano in D flat major, Op. 57, CT. 7, Johannes Brahms 	Variations (25) and Fugue on a Theme of Handel, for piano, in B flat major, Op. 24, Ludwig van Beethoven Piano Trio in B flat major ("Archduke"), Op. 97. Signature Series Records CD, 1994.
- 《贝多芬：三首最爱的奏鸣曲》（Beethoven: Three Favorite Sonatas） – Seraphim Records LP 60286
- 《贝多芬：第一钢琴协奏曲》（Beethoven: Piano Concerto No. 1 in C Major） – Angel Records LP 35580
- 《贝多芬：钢琴奏鸣曲》（Beethoven: Piano Sonatas Opp. 90, 101, 106, 109, 110 & 111） – EMI Classics CD, 1993.
- 《贝多芬：2-5号钢琴协奏曲；14号钢琴奏鸣曲》（Beethoven: Piano Concertos Nos. 2–5; Piano Sonata No. 14） – EMI Classics CD, 1995.
- 《舒曼，勃拉姆斯和李斯特》（Schumann, Brahms & Liszt）. Robert Schumann Carnaval for piano, Op. 9. Johannes Brahms, Piano Sonata No. 3 in F minor, Op. 5. Franz Liszt, La Leggierezza, for piano in F minor (Grandes études de concert No. 2), S. 144/2 (LW A118/2), Au bord d'une source (II & III), for piano (Années I/4), S. 160/4 & S. 160/4bis (LW A159/4), Hungarian Rhapsody, for piano No. 15 in A minor (Rákóczi-Marsch III), S. 244/15 (LW A132/15) – Testament Records, 1996.
- 《肖邦录音全集》（The Complete Recordings of Chopin） Testament Records CD, 1993.
- 《所罗门演奏勃拉姆斯》（Solomon Plays Brahms）: Piano Concerto No. 1 in D minor, Op. 15, Variations (25) and Fugue on a Theme of Handel, for piano, in B flat major, Op. 24. Testament Records, 1994.
- 《莫扎特：23、24号钢琴协奏曲》（Mozart: piano concertos #23, A major, KV488 and #24, C minor, KV 491） his master's voice ALP 1316
- (CD). 20世紀偉大鋼琴家（英语：Great Pianists of the 20th Century） 92. Philips Classics. 1999. 456 973-2.